# Дополнительный урок
«Дополнительный урок» — российский фильм 2022 года режиссёра Анны Курбатовой. Премьера фильма состоялась 20 октября 2022 года.

## Сюжет
Во время дежурства старший лейтенант Вера Седова предотвращает скулшутинг в колледже, но при этом погибает студент. Вера утверждает, что юноша был вооружён обрезом, однако на месте никакого оружия не было обнаружено. Единственный, кто верит Вере, — её адвокат по назначению Илья Нестеров.

## В ролях
| Актёр                 | Роль                                  |
| --------------------- | ------------------------------------- |
| Кирилл Кяро           | Илья Нестеров адвокат                 |
| Юлия Александрова     | Вера Седова старший лейтенант полиции |
| Олег Васильков        | Михаил Фомин следователь              |
| Влад Коноплёв         | Сергей Марченко                       |
| Матвей Астраханцев    | Игорь Горелов                         |
| Олег Чугунов          | Саша сын Ильи                         |
| Александра Дроздова   | Алина                                 |
| Валерия Богданова     | Оксана Сильвер                        |
| Даниил Слуцкий        | Максим Чудовский                      |
| Николай Балобан       | Паша                                  |
| Дмитрий Сутырин       | Пётр Чудовский отчим Макса            |
| Олег Алмазов          | Андрей Владимирович Марченко          |
| Анна Щетинина         | мама Оксаны                           |
| Екатерина Решетникова | мама Сергея                           |
| Игорь Ботвин          | отец Игоря                            |
| Сергей Мурзин         | Лазарев полковник полиции             |

## Критика
Наталия Григорьева в рецензии сайта Кино-театр.ру отмечает, что «Дополнительный урок» — «кино довольно откровенное и жёсткое», в котором «психологическая драма переплетается с чистой воды триллером и детективом». Обозреватель телеканала РЕН ТВ Алёна Жирикова посчитала «Дополнительный урок» вполне достойным фильмом для единичного просмотра, отметив музыку, которую написал для фильма DJ Грув, и то, что многочисленные провисания и несовершенства сюжета в нём спасают актёры.